# ASC De Volewijckers in het seizoen 1973/74
Het seizoen 1973/1974 was het 20e en laatste jaar in het bestaan van de Amsterdamse betaaldvoetbalclub De Volewijckers. De club kwam uit in de Eerste divisie en eindigde daarin op de 20e plaats. Tevens deed de club mee aan het toernooi om de KNVB Beker, hierin werd in de eerste ronde verloren van Volendam (1–4). Aan het eind van het seizoen fuseerde de club met FC Amsterdam en ging verder onder die naam.

## Wedstrijdstatistieken

### Eerste divisie
|       | SC Amersfoort | FC Den Bosch '67 | SC Cambuur | FC Dordrecht | Eindhoven | Excelsior | Fortuna | Fortuna SC | Heerenveen | Helmond Sport | Heracles | PEC Zwolle | SVV   | Veendam | Vitesse | Volendam | FC VVV | FC Wageningen | Willem II |
| ----- | ------------- | ---------------- | ---------- | ------------ | --------- | --------- | ------- | ---------- | ---------- | ------------- | -------- | ---------- | ----- | ------- | ------- | -------- | ------ | ------------- | --------- |
| Thuis | 1 – 2         | 3 – 3            | 1 – 1      | 0 – 0        | 2 – 0     | 1 – 1     | 1 – 3   | 1 – 1      | 1 – 2      | 0 – 3         | 2 – 1    | 1 – 2      | 1 – 1 | 2 – 0   | 2 – 4   | 1 – 2    | 0 – 2  | 1 – 3         | 1 – 1     |
| Uit   | 2 – 3         | 2 – 1            | 2 – 0      | 2 – 1        | 1 – 1     | 4 – 0     | 1 – 2   | 1 – 0      | 1 – 0      | 2 – 2         | 1 – 0    | 0 – 1      | 2 – 0 | 1 – 3   | 3 – 1   | 6 – 1    | 1 – 1  | 1 – 0         | 1 – 2     |

### KNVB beker
| 1e ronde                                           | Volendam                                        | 4 – 1 (0 – 0) | De Volewijckers |
| 26 augustus 1973 Plaats: Volendam Volendam Stadion | Cees Kok 50', 73' Dick Bond 57' Jan Karsten 70' |               | 81' Bert Binken |

## Statistieken De Volewijckers 1973/1974

### Eindstand De Volewijckers in de Nederlandse Eerste divisie 1973 / 1974
| Stand | Gespeeld | Gewonnen | Gelijk | Verloren | Punten | Doelpunten voor | Doelpunten tegen |
| ----- | -------- | -------- | ------ | -------- | ------ | --------------- | ---------------- |
| 20e   | 38       | 8        | 10     | 20       | 26     | 41              | 66               |

### Topscorers
| #                 | Naam                | Goal |
| ----------------- | ------------------- | ---- |
| 1.                | Cor Zonneveld       | 6    |
| 2.                | Chris Bachofner     | 5    |
| 2.                | Eddy Hoogenberk     | 5    |
| 4.                | Arnold van Haren    | 4    |
| 4.                | Wim Muller          | 4    |
| 4.                | Wim Riechelman      | 4    |
| 7.                | Fred Schoonderwoerd | 3    |
| 7.                | Cees van Slooten    | 3    |
| 9.                | Bert Binken         | 2    |
| 10.               | Roy Dannarag        | 1    |
| 10.               | Jan van Meeteren    | 1    |
| 10.               | Rob van der Plas    | 1    |
| 10.               | Gerard Schoonewille | 1    |
| Onbekend doelpunt |                     |      |
| –                 | Onbekend            | 1    |
| Totaal            | Totaal              | 41   |

| #      | Naam        | Goal |
| ------ | ----------- | ---- |
| 1.     | Bert Binken | 1    |
| Totaal | Totaal      | 1    |

## Voetnoten
SC Amersfoort ·
FC Den Bosch '67 ·
SC Cambuur ·
FC Dordrecht ·
Eindhoven ·
Excelsior ·
Fortuna SC ·
Fortuna ·
Heerenveen ·
Helmond Sport ·
Heracles ·
PEC Zwolle ·
SVV ·
Veendam ·
Vitesse ·
Volendam ·
De Volewijckers ·
FC VVV ·
Wageningen ·
Willem II